# Jean de Tournes
Jean de Tournes (Noyon, 1504 – Parigi, 7 settembre 1564) è stato un tipografo e editore francese, oltre che libraio.

## Biografia
Jean de Tournes fu allievo del prototipografo Sebastian Gryphius con il quale collaborò alle edizioni dei classici in dodicesimo e in sedicesimo.
Fondò una sua tipografia intorno al 1540, stampandovi edizioni accurate e preziose per l'abilità tecnica e per l'eleganza dell'impaginazione e dei caratteri.
Successivamente si unì nell'attività con Guillaume Gazeau nel 1547.
Usò fregi silografici, rabeschi e capitali di chiara finezza.
Jean de Tournes si caratterizzò per la sua erudizione e il suo umanesimo, secondo la migliore tradizione dell'editoria lionese.
De Tournes pubblicò scrittori antichi e moderni in edizioni accuratamente stampate e filologicamente corrette, tra le quali si possono menzionare Dante Alighieri, 1547; Margherita di Navarra, 1547; Marco Vitruvio Pollione, 1552; Jean Froissart, 1559-1561.
Per le edizioni illustrate Jean de Tournes ebbe come collaboratori in un primo tempo Georges Riverdy, poi, dal 1547, Bernard Salomon, uno dei più importanti incisori francese del XVI secolo: tra i frutti più apprezzati di queste collaborazioni si ricordano una Emblemata di Andrea Alciato, 1547; Esopo, 1547; Quadrins historiques de la Bible, 1553-1554 con versi italiani; La métamorphose d'Ovide figurée, 1557-1559 con versi italiani.
Nel 1585 il figlio Jean II trasferì la tipografia e l'attività editoriale a Ginevra, dove i successori la continuarono sino al 1780.

## Pubblicazioni
- Dante Alighieri, 1547;
- Margherita di Navarra, 1547;
- Emblemata di Andrea Alciato, 1547;
- Esopo, 1547;
- Marco Vitruvio Pollione, 1552;
- Quadrins historiques de la Bible, 1553-1554;
- La métamorphose d'Ovide figurée, 1557-1559;
- Jean Froissart, 1559-1561.